# Код спорт
Код спорт е българско спортно предаване. Мотото на предаването е „едно по-различно предаване“. Водещите на предаването Красимир Минев и Владимир Памуков са задавали въпроси към някои звезди като Жозе Моуриньо, Карл-Хайнц Румениге, Руди Фьолер, Жосеп Бартомеу. До края на януари 2022 г. се излъчваше по TV+, като са били излъчени 300 епизода. От 6 февруари 2022 г. предаването се излъчва по RING.